# Dicoma pretoriensis
Dicoma pretoriensis é uma espécie de planta com flor da família Asteraceae.
Apenas pode ser encontrada no seguinte país: África do Sul.
Os seus habitats naturais são: matagal árido tropical ou subtropical.
Está ameaçada por perda de habitat.